# Srečko Katanec
Srečko Katanec (Ljubljana, 1963. július 16. –) jugoszláv válogatott szlovén labdarúgó, edző.

## Pályafutása

### Klubcsapatban
1981 és 1985 között az Olimpija Ljubljana, 1985–86-ban a Dinamo Zagreb, 1986 és 1988 között a Partizan, 1988–89-ben a nyugatnémet VfB Stuttgart, 1989 és 1994 között az olasz Sampdoria labdarúgója volt. A Partizan csapatával egy jugoszláv bajnoki címet, a Sampdoriával egy-egy olasz bajnoki címet és kupagyőzelmet ért el. Mind három európai kupadöntőben szerepelt, de győzni egyszer sem sikerült a csapatával. A VfB Stuttgarttal UEFA-kupa-, a Sampodoria együttesével KEK- és BEK-döntős volt.

### A válogatottban
1983 és 1990 között 31 alkalommal szerepelt a jugoszláv válogatottban és öt gólt szerzett. Tagja volt az 1984-es franciaországi Európa-bajnokságon és az 1990-es olaszországi világbajnokságon részt vevő csapatnak.
Az olimpiai válogatott tagjaként az 1984-es Los Angeles-i olimpián bronzérmes, az 1988-as szöuli olimpián kilencedik helyezett lett.
1994-ben öt alkalommal szerepelt a szlovén válogatottban és egy gólt szerzett.

### Edzőként
1996 és 1998 között a szlovén U21-es válogatott edzője volt.
1998-ban az ND Gorica szakmai munkáját irányította. 1998 és 2002 között a szlovén válogatott szövetségi kapitányaként tevékenykedett. Ebben az időszakban sikerült kvalifikálni a válogatottat a 2000-es Európa-bajnokságra és a 2002-es világbajnokságra.
A 2002–03-es idényben a görög Olimbiakósz vezetőedzőjeként tevékenykedett novembertől februárig, amikor menesztették. A csapat az idény végén bajnokságot nyert.
2006 és 2009 között a macedón, 2009 és 2011 között az egyesült arab emírségekbeli, 2013 és 2017 között ismét a szlovén, 2018 és 2021 között az iraki válogatott szövetségi kapitányaként dolgozott. 2021 óta az üzbég válogatott szakmai munkáját irányítja.

## Családja
Katanec Ljubljanában született horvát szülök gyermekeként. Szülei Muraköz megyéből (Međimurska županija) származtak. Két fia született Svit Oliver és Ian Oskar.

## Sikerei, díjai

### Játékosként
Jugoszlávia
- Olimpiai játékok
  - bronzérmes: 1984, Los Angeles

 FK Partizan
- Jugoszláv bajnokság
  - bajnok: 1986–87

 VfB Stuttgart
- UEFA-kupa
  - döntős: 1988–89

 Sampdoria
- Olasz bajnokság (Serie A)
  - bajnok: 1990–91
- Olasz kupa (Coppa Italia)
  - győztes: 1994
- Olasz szuperkupa (Supercoppa italiana)
  - győztes: 1991
- Kupagyőztesek Európa-kupája (KEK)
  - győztes: 1989–90
- Bajnokcsapatok Európa-kupája (KEK)
  - döntős: 1991–92

### Edzőként
Olimbiakósz
- Görög bajnokság
  - bajnok: 2002–03[5]

## Statisztika

### Klubpályafutás
| Klub adatok | Klub adatok        | Klub adatok | Bajnokság | Bajnokság | Kupa         | Kupa         | Ligakupa | Ligakupa | Európai kupák | Európai kupák | Összesen | Összesen |
| Idény       | Csapat             | Bajnokság   | Mérk.     | Gól       | Mérk.        | Gól          | Mérk.    | Gól      | Mérk.         | Gól           | Mérk.    | Gól      |
| Jugoszlávia | Jugoszlávia        | Jugoszlávia | Bajnokság | Bajnokság | Kupa         | Kupa         | Ligakupa | Ligakupa | Európai kupák | Európai kupák | Összesen | Összesen |
| ----------- | ------------------ | ----------- | --------- | --------- | ------------ | ------------ | -------- | -------- | ------------- | ------------- | -------- | -------- |
| 1980–81     | Olimpija Ljubljana | Prva liga   | 2         | 0         |              |              |          |          |               |               |          |          |
| 1981–82     | Olimpija Ljubljana | Prva liga   | 17        | 0         |              |              |          |          |               |               |          |          |
| 1982–83     | Olimpija Ljubljana | Prva liga   | 29        | 4         |              |              |          |          |               |               |          |          |
| 1983–84     | Olimpija Ljubljana | Prva liga   | 33        | 6         |              |              |          |          |               |               |          |          |
| 1985–86     | Dinamo Zagreb      | Prva liga   | 21        | 3         |              |              |          |          |               |               |          |          |
| 1986–87     | Partizan           | Prva liga   | 30        | 3         |              |              |          |          |               |               |          |          |
| 1987–88     | Partizan           | Prva liga   | 28        | 6         |              |              |          |          |               |               |          |          |
| NSZK        | NSZK               | NSZK        | Bajnokság | Bajnokság | DFB-Pokal    | DFB-Pokal    | Egyéb    | Egyéb    | Európai kupák | Európai kupák | Összesen | Összesen |
| 1988–89     | VfB Stuttgart      | Bundesliga  | 26        | 1         |              |              |          |          |               |               |          |          |
| Olaszország | Olaszország        | Olaszország | Bajnokság | Bajnokság | Coppa Italia | Coppa Italia | Ligakupa | Ligakupa | Európai kupák | Európai kupák | Összesen | Összesen |
| 1989–90     | Sampdoria          | Serie A     | 27        | 5         |              |              |          |          |               |               |          |          |
| 1990–91     | Sampdoria          | Serie A     | 26        | 2         |              |              |          |          |               |               |          |          |
| 1991–92     | Sampdoria          | Serie A     | 26        | 4         |              |              |          |          |               |               |          |          |
| 1992–93     | Sampdoria          | Serie A     | 4         | 0         |              |              |          |          |               |               |          |          |
| 1993–94     | Sampdoria          | Serie A     | 4         | 1         |              |              |          |          |               |               |          |          |
| Összesen    | Jugoszlávia        | Jugoszlávia | 160       | 22        |              |              |          |          |               |               |          |          |
| Összesen    | NSZK               | NSZK        | 26        | 1         |              |              |          |          |               |               |          |          |
| Összesen    | Olaszország        | Olaszország | 87        | 12        |              |              |          |          |               |               |          |          |
| Összesen    | Összesen           | Összesen    | 273       | 35        |              |              |          |          |               |               |          |          |

### Edzőként
Frissítés dátuma: 2023. március 28.
| Csapat         | Kezdet              | Befejezés           | Mérkőzések | Mérkőzések | Mérkőzések | Mérkőzések | Mérkőzések | Hivatkozások                |
| Csapat         | Kezdet              | Befejezés           | M          | Gy         | D          | V          | Gy %       | Hivatkozások                |
| -------------- | ------------------- | ------------------- | ---------- | ---------- | ---------- | ---------- | ---------- | --------------------------- |
| ND Gorica      | 1997 december 18    | 1998. július 2.     | 18         | 12         | 1          | 5          | 66,7       | [ 7 ]                       |
| Szlovénia      | 1998. július 2.     | 2002. június 18.    | 47         | 18         | 16         | 13         | 38,3       | [ 7 ] [ 10 ]                |
| Olimbiakósz    | 2002 november 2.    | 2003. február 7.    | 14         | 8          | 5          | 1          | 57,1       | [ 7 ]                       |
| Macedónia      | 2006. február 17.   | 2009. április 6.    | 27         | 9          | 7          | 11         | 33,3       | [ 7 ] [ 10 ]                |
| Arab Emírségek | 2009. június 23.    | 2011. szeptember 6. | 28         | 11         | 8          | 9          | 39,3       | [ 13 ] [ 14 ] [ 15 ]        |
| Szlovénia      | 2013. január 4.     | 2017. december 24.  | 42         | 16         | 7          | 19         | 38,1       | [ 10 ]                      |
| Irak           | 2018. szeptember 4. | 2021 július         | 38         | 20         | 13         | 5          | 52,6       | [ 19 ] [ 20 ] [ 21 ] [ 22 ] |
| Üzbegisztán    | 2021. augusztus 27. | jelenleg            | 16         | 10         | 2          | 4          | 62,5       | [ 24 ] [ 25 ] [ 26 ]        |
| Összesen       | Összesen            | Összesen            | 230        | 104        | 59         | 67         | 45,2       | —                           |

## Fordítás
Ez a szócikk részben vagy egészben  a   Srečko Katanec című angol Wikipédia-szócikk ezen változatának fordításán alapul.  Az eredeti cikk szerkesztőit annak laptörténete sorolja fel. Ez a jelzés csupán a megfogalmazás eredetét és a szerzői jogokat jelzi, nem szolgál a cikkben szereplő információk forrásmegjelöléseként.